# Hug Roger III de Pallars Sobirá
Hug Roger III de Pallars-Mataplana y Cardona (en catalán: Hug Roger III de Pallars-Mataplana i Cardona) (1430 - Játiva 1503, 1505 o 1508) fue el capitán general del ejército del Consell del Principado de Cataluña durante la Guerra Civil Catalana (1462-1472). En dicha contienda luchó en el bando de la Generalidad de Cataluña, enfrentándose al rey de la Corona de Aragón Juan II el Grande. Fue el último conde de Pallars Sobirá (1451 - 1491) y señor de la baronía de Ponts (1478-1491).

## Biografía
Era hijo de Arnau Roger IV de Pallars Sobirá y de Juana de Cardona. En 1478 se casó con Catalina Albert y de Cardona, hija del noble rosellonés Felip Albert. Tuvo dos hijas ilegítimas: Isabel y Juana.

### Guerra Civil Catalana
Encabezó la facción antijuanista que en febrero de 1462 se fue haciendo con el control del Consell del Principat frente al grupo realista liderado por el arzobispo de Tarragona Pedro de Urrea.
Una vez controlado el Consell del Principat, este organismo decidió el 5 de marzo, a propuesta entre otros de Hug Roger, formar un ejército para acabar con la rebelión remensa y con todos los que «tratan contra la Capitulación», usurpando así las prerrogativas de la Lugarteniente General de Cataluña, la reina Juana Enríquez.
El propio Hug Roger fue nombrado para comandar este ejército reclutado por orden de la Diputación del General de Cataluña y el 23 de mayo de 1462 salió de Barcelona en dirección a Gerona con el propósito de acabar con la revuelta remensa, pero también con la finalidad de apoderarse de la reina y del «primogénito» el príncipe Fernando, que se encontraban en esa ciudad.
A primera hora de la tarde del 6 de junio, domingo de Pentecostés, el ejército al mando de Hug Roger, llegaba a las murallas de Gerona y poco tiempo después conseguía entrar en la ciudad. Once días más tarde, el 17 de junio, día del Corpus Christi, tuvo lugar el intento del asalto a la Força Vella, donde se habían refugiado la reina, el «primogénito» y su séquito, pero los asediados consiguieron rechazar los ataques. Tras este fracaso Hug Roger recurrió a otras formas de hacerse con la Força pero ninguna funcionó.
Finalmente los asediados de la Força Vella fueron liberados el 23 de julio de 1462 por un ejército enviado por el rey Luis XI de Francia, aliado del rey Juan II de Aragón, y a cuyo frente se encontraba Gaston IV de Foix, yerno del rey aragonés.  Gaston IV de Foix entró en Gerona sin combatir ya que las fuerzas de Hug Roger, muy inferiores en número ―el ejército de la Diputació del General se había reducido a unos 700 hombres a causa de la desbandada general―, se habían retirado a Hostalrich ante la noticia de la inminente llegada de los «piteus» ―junto con el de «gavatxos», nombre despectivo con el que nombran a los franceses los documentos catalanes de la época―.
Un mes después del levantamiento del asedio de la Força Vella de Gerona el ejército de Gastón de Foix se dirigió a Barcelona para iniciar su asedio. En su avance hacia el sur fue hostigado desde la costa por el ejército de Hug Roger que evitó un choque frontal dada su notable inferioridad e intentando conseguir llegar a Barcelona intacto para ayudar en su defensa.
Dos años y medio después, en febrero de 1465, tuvo lugar la batalla de Calaf en la que la victoria fue para el bando realista y los capitanes rebeldes fueron hechos prisioneros, entre los que se encontraba Hug Roger. El rey Juan II decidió perdonarles la vida, pues, como ha señalado Jaime Vicens Vives, «por sentimiento o cálculo, se propuso ser rey de todos los catalanes» y actuó de la misma forma que tras la toma de Lérida. Sin embargo, Hug Roger incumplió su palabra de no volver a tomar las armas tras ser liberado y así cuando la guerra civil catalana terminó con la capitulación de Pedralbes en la que los jefes militares que habían servido en el ejército de la Generalitat fueron tratados con clemencia ―solo tuvieron que prestar vasallaje al rey, acto que realizaron el 7 de noviembre de 1472―, no fue perdonado.

### Continuación de su enfrentamiento con la monarquía
Tras quedar fuera de la Capitulación de Pedralbes Hug Roger se retiró a sus territorios del condado de Pallars Sobirá y desde allí continuó con la lucha contra las fuerzas del rey Juan II. Para ello se alió con el rey Luis XI de Francia, en ese momento enfrentado a la Corona de Aragón, y reclutó bandas de mercenarios al otro lado de los Pirineos para que actuaran en las comarcas vecinas, especialmente las que estaban bajo la jurisdicción de los señores de Urgell y de Castellbó. En 1477 Hug Roger aceptó una tregua pero esta no condujo al final de las hostilidades.
Un año después de la muerte de Juan II en 1479 se produjo la reconciliación de Hug Roger con su hijo y sucesor el rey Fernando II de Aragón gracias a la mediación de las Cortes Catalanas, a pesar de que el nuevo rey cuando tenía nueve años de edad había sido uno de los asediados de la Força Vella en junio-julio de 1462. El rey confiaba en que el conde Hug Roger «se dispondrá a servirnos con toda fidelidad y amor» y a cambio le prometía otorgarle «favores y honores» y además le dispensaba de la humillación que supondría para él presentarse ante el rey para rendirle personalmente homenaje.
Pero la concordia solo duró cuatro años porque Hug Roger volvió a rebelarse a mediados de 1484 ―«Hug Roger, héroe de tragedia, parecía tener el demonio en el cuerpo», comentan Santiago y Jaume Sobrequés―. Entonces el rey Fernando ordenó al conde de Cardona que, «por quanto nos de aquà [el rey se encontraba en Córdoba] no podemos fazer pronto aquella provisión», ocupara el condado de Pallars y entregara a Hug Roger, en su nombre, al Lugarteniente General de Cataluña, el infante Enrique de Aragón. En la orden el rey justificaba la decisión, «considerados los grandes robos y males que el dicho conde de Pallás e sus gentes… han fecho e fazen a nuestros súbditos desse Principado… y assí mesmo por algunas vehementes sospechas y recelos que teníamos e aún tenemos en aquellas fronteras...» por lo que «deliberamos haver e tomar en nuestras manos e poder todas las dichas fortalezas, castillos, villas y lugares del dicho condado de Pallars».

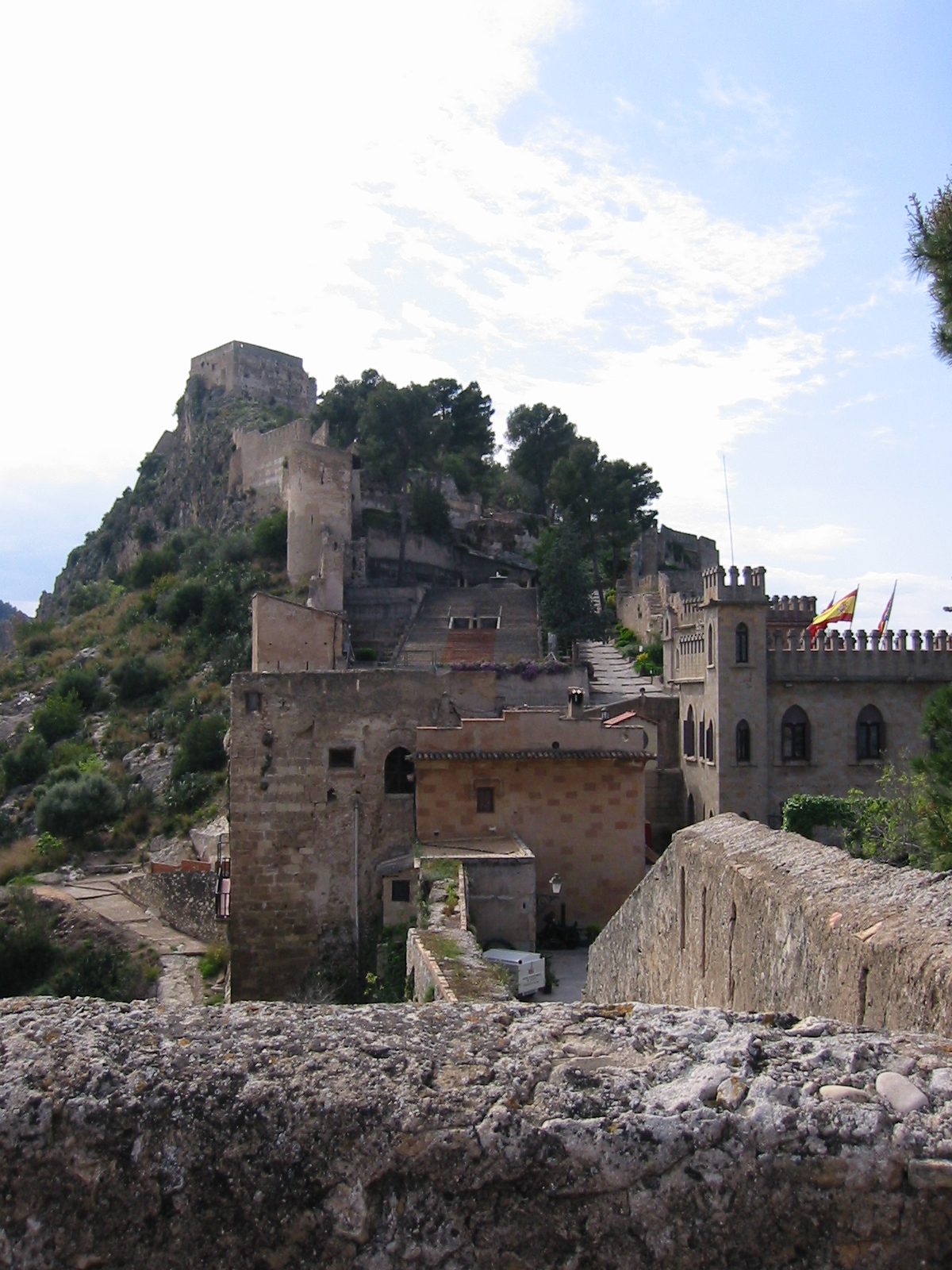
Vista del castillo de Játiva donde fue encarcelado y murió Hug Roger en 1503.

El conde de Cardona, acompañado por su hijo el condestable de Aragón, actuó inmediatamente y a finales del año 1484 ya había tomado Salás de Pallars. En 1486 murió el conde de Cardona, asumiendo el mando de las operaciones su hijo, quien en 1488 consiguió obligar a Hug Roger a cruzar los Pirineos y refugiarse en los territorios de su amigo, el vizconde de Narbona. Mientras tanto, la esposa de Hug Roger Catalina Albert, resistió un durísimo asedio de tres años en el castillo de Valencia d'Aneu, que controlaba los accesos hacia el Valle de Arán. Tras su rendición en junio de 1491 ―Catalina Albert marchó a Francia para reunirse con su marido― el rey Fernando concedió el condado de Pallars al conde de Cardona con el título de marqués e hizo pública una sentencia en la que declaraba reos de muerte, con confiscación de sus bienes, a Hug Roger y a su esposa.
Sin embargo, Hug Roger, que contaba con más de sesenta años de edad, siguió hostigando la frontera del Principado desde Francia intentando recuperar el condado de Pallars. En 1494 llegó a prometer al rey Carlos VIII de Francia que si le proporcionaba los medios necesarios conquistaría para él Gerona, Castelló d’Empúries y Besalú. Más tarde Hug Roger pasó a Italia para seguir combatiendo allí al rey Fernando, pero fue hecho prisionero por el Gran Capitán que lo encarceló en el Castel Nuovo de Nápoles para después trasladarlo a Barcelona donde le fue conmutada la pena de muerte por la condena a cadena perpetua. Cumplió su pena en el castillo de Játiva donde murió al poco tiempo, en 1503 ―según Hernández Cardona murió en 1505 y según otras fuentes en 1508―. «Solo la muerte fue piadosa con él, ahorrándole el sufrimiento físico y moral de un largo cautiverio. No dejó hijos ni descendientes directos (hasta en eso fue desgraciado), y así, miserablemente, se extinguió el último de los linajes condales soberanos de Cataluña».
| Predecesor: Arnau Roger IV | Conde de Pallars Sobirá 1451-1491 | Sucesor: Juan Ramón Folch IV de Cardona (como marqués de Pallars Sobirá) |